# Presidente de Finlandia
El presidente de la República de Finlandia es el jefe de Estado del mencionado país. El cargo (en finés, presidentti) fue creado en 1919. El cargo de presidente tiene un período de seis años y desde 1994 la reelección se limita a una reelección consecutiva. Solo pueden ser presidentes ciudadanos nacidos en el país.
De 1919 a 1988 el presidente era elegido por un colegio electoral. Las elecciones de 1988, sin embargo, se hicieron con dos sistemas paralelos: si ningún candidato alcanzaba la mayoría el presidente sería elegido nuevamente mediante el sistema de colegio electoral. Tal complicación desaparecería en las elecciones subsiguientes, pues desde 1988 la elección del presidente se realiza de manera directa y si ningún candidato alcanza la mayoría, los dos candidatos más populares van a una segunda vuelta.

## Funciones y poderes
Según la constitución, el poder ejecutivo se basa entre el presidente y el gobierno. El presidente dirige la política exterior junto con el consejo de estado. Nombra y destituye al primer ministro, así como a los demás miembros del gobierno y aprueba las leyes. En caso de estar impedido de ejercer sus funciones, es sustituido por el primer ministro. El presidente es también el comandante en jefe de las Fuerzas Armadas de Finlandia. Este poder lo puede otorgar a otra persona en tiempos de guerra.
Según la tradición, el presidente entrante da su garantía en la sesión plenaria del parlamento junto al presidente saliente, si lo hay. Tras la solemne afirmación, la primera tarea del presidente, y ahora también del comandante en jefe de las fuerzas armadas, es recibir a la compañía de honor y comprobar sus filas. Desde la Casa del Parlamento, el recorrido continúa hasta el Palacio Presidencial, donde el presidente saliente se despide del cuerpo diplomático, del gobierno del país, del Estado Mayor, de los servidores públicos y del personal de Palacio.

## Residencias
El presidente tiene tres residencias oficiales:
- Mäntyniemi es la residencia principal. Está situada en el barrio de Meilahti de Helsinki. Fue diseñada por los arquitectos Raili y Reima Pietilä. Se terminó de construir en 1993.

- Kultaranta es la residencia de verano. Está situada en la ciudad de Naantali, en la región de Finlandia Propia.

- El Palacio Presidencial de Helsinki es la residencia representativa. Cada año, el 6 de diciembre, se organiza la fiesta del día de la independencia.